# Ainajärvi
Ainajärvi är en sjö i kommunen Jämijärvi i landskapet Satakunta i Finland. Arean är 34 hektar och strandlinjen är 4,28 kilometer lång. Sjön  ingår i Kumo älvs huvudavrinningsområde.   Den ligger omkring 62 kilometer nordöst om Björneborg och omkring 220 kilometer nordväst om Helsingfors. 
Ainajärvi ligger öster om Jämijärvi. 